# Aeroportul Makoua
Aeroportul Makoua (IATA: MKJ, ICAO: FCOM) este un aeroport din Cuvette, Republica Congo ce deservește zona Makoua. A fost numit după zona deservită.
Situat la o altitudine de 393 m, aeroportul dispune de o singură pistă.